# Ałtajski Państwowy Uniwersytet Pedagogiczny

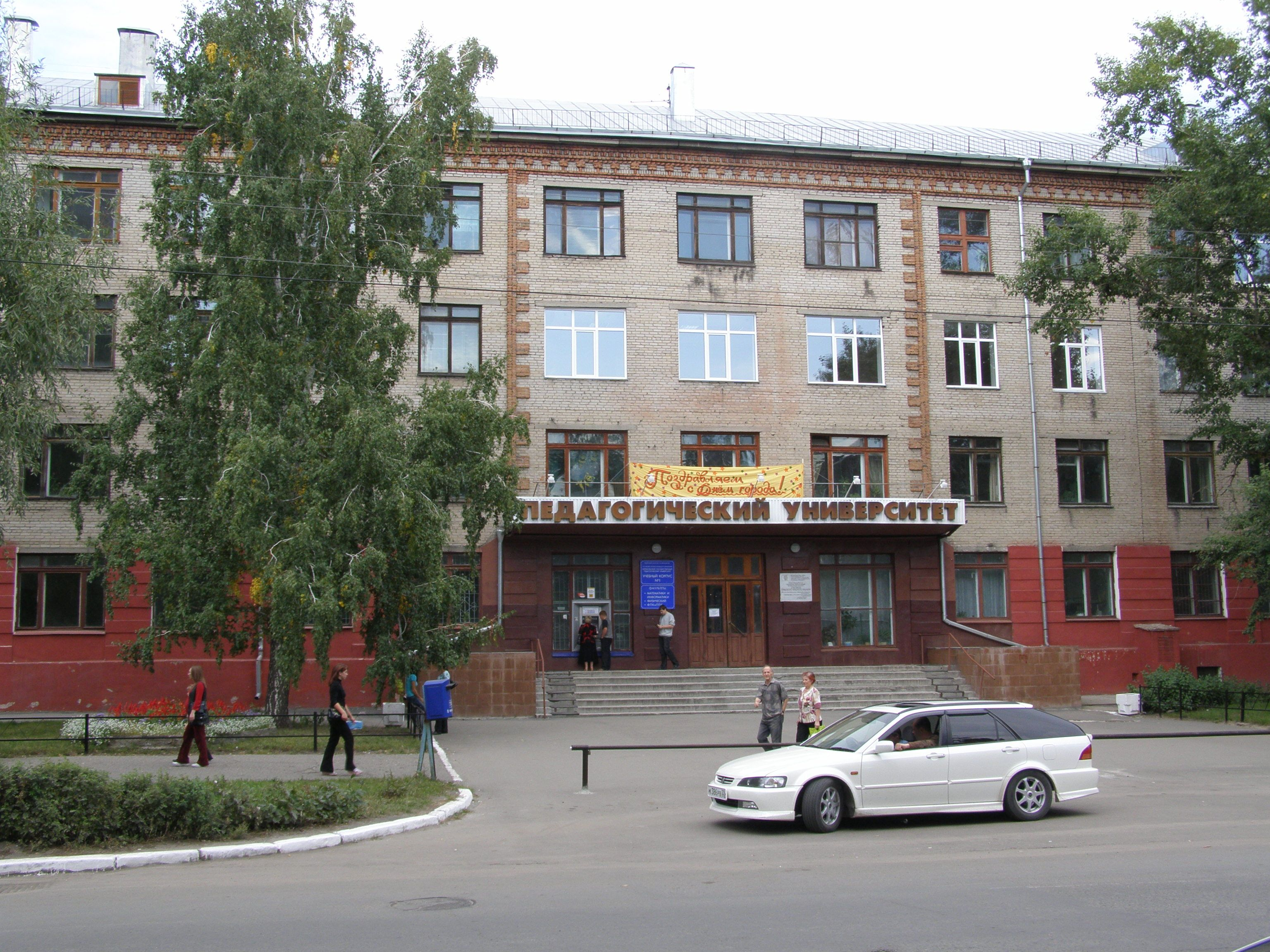
Ałtajski Państwowy Uniwersytet Pedagogiczny

Ałtajski Państwowy Uniwersytet Pedagogiczny (ros. Алтайский государственный педагогический университет, АлтГПА) – rosyjska państwowa uczelnia wyższa w Barnaule.
Uczelnię założono w 1933 jako Barnaulski Państwowy Uniwersytet Pedagogiczny, w 2009 nazwę uniwersytetu zmieniono na Ałtajską Państwową Akademię Pedagogiczną. W obecnym kształcie i pod obecną nazwą działa od 2014.
Nadzór nad uczelnią sprawuje  Ministerstwo Edukacji i Nauki Federacji Rosyjskiej, a jej rektorem jest Władimir Łopatkin.
Uczelnia posiada 376 wykładowców, w tym 27 profesorów.

## Źródła zewnętrzne
- strona internetowa uczelni